# Cephaloleia dilaticollis
Cephaloleia dilaticollis es un coleóptero de la familia Chrysomelidae.
Fue descrita científicamente en 1858 por Baly.